# ليان روس
ليان روس (بالإنجليزية: Leanne Ross)‏ (8 يوليو 1981 في المملكة المتحدة - ) هي لاعبة كرة قدم بريطانية في مركز الوسط. شاركت مع منتخب اسكتلندا لكرة القدم للسيدات. أما مع النوادي، فقد لعبت مع نادي غلاسكو سيتي.

## وصلات خارجية
- ليان روس على موقع IMDb (الإنجليزية)

- ليان روس على موقع الاتحاد الدولي (مؤرشف)  (الإنجليزية)
- ليان روس على موقع الاتحاد الأوربي (الإنجليزية)
- ليان روس على موقع قاعدة بيانات كرة القدم.إي يو (الإنجليزية)
- ليان روس على موقع بيانات كرة القدم. دي إي (الألمانية)
- ليان روس على موقع ليكيب (الفرنسية)
- ليان روس على موقع Soccerway.com (الإنجليزية)
- ليان روس على موقع عالم كرة القدم.نت (الإنجليزية)